# Florian Sénéchal
Florian Sénéchal (Cambrai, 10 de julho de 1993) é um ciclista profissional francês que actualmente corre para a equipa ProTeam Deceuninck-Quick Step.

## Palmarés
2013
- Memóriał Henryka Łasaka
- Okkolo Jižních Čech, mais 1 etapa

2019
- Le Samyn[1]

## Resultados em Grandes Voltas
| Carreiras          | 2013 | 2014 | 2015 | 2016 | 2017 | 2018 | 2019 |
| ------------------ | ---- | ---- | ---- | ---- | ---- | ---- | ---- |
| Giro d'Italia      | -    | -    | -    | -    | -    | 135º | Ab.  |
| Tour de France     | -    | -    | 135º | -    | 161º | -    | -    |
| Volta a Espanha    | -    | -    | -    | Ab.  | -    | -    | -    |
| Mundial em Estrada | -    | -    | -    | -    | -    | -    | -    |

## Equipas
- Omega Pharma-Quick Step (2012)[2]
- Etixx-iHNed (2013)
- Cofidis, Solutions Crédits (2014-2017)
- Quick Step (2018-)
  - Quick-Step Floors (2018)
  - Deceuninck-Quick Step (2019)